# ستيف مكمان
ستيف مكمان (بالإنجليزية: Steve McMahon)‏ (22 أبريل 1970 بغلاسكو في المملكة المتحدة - ) هو مدرب كرة قدم ولاعب كرة قدم بريطاني في مركز الدفاع. لعب مع سوانزي سيتي ونادي بارتيك ثيسل ونادي كارلايل يونايتد ونادي بارو ونادي كاودينبيث لكرة القدم ودارلينجتون إف سى ونادي كلايدبانك ‏.